# Suerte

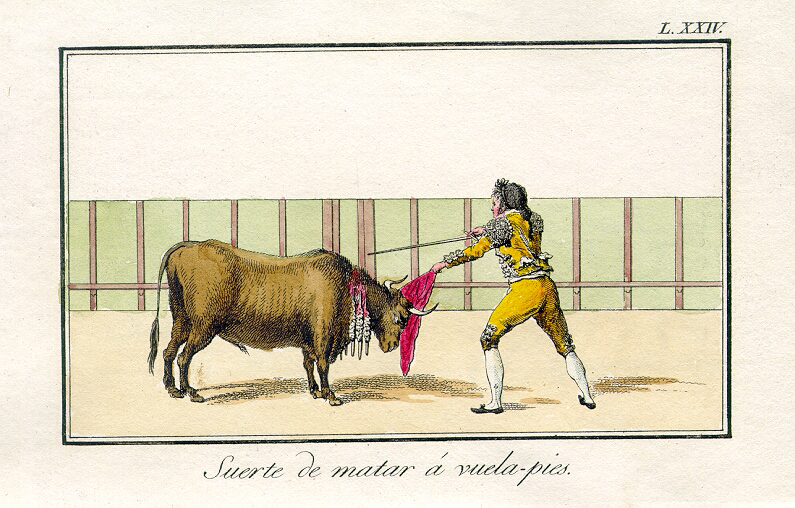
suerte de matar (estocade) de profil XVIIIe siècle

Dans le monde de la tauromachie, suerte,  qui signifie littéralement « chance » ou « sort », est un mot qui désigne à la fois toutes les phases de la lidia,  et aussi une technique particulière du torero lorsqu'elle est employée dans l'expression cargar la  suerte. On parle également de suerte natural (« suerte naturelle ») lorsque la sortie du torero se fait vers la barrière.

## Usage technique

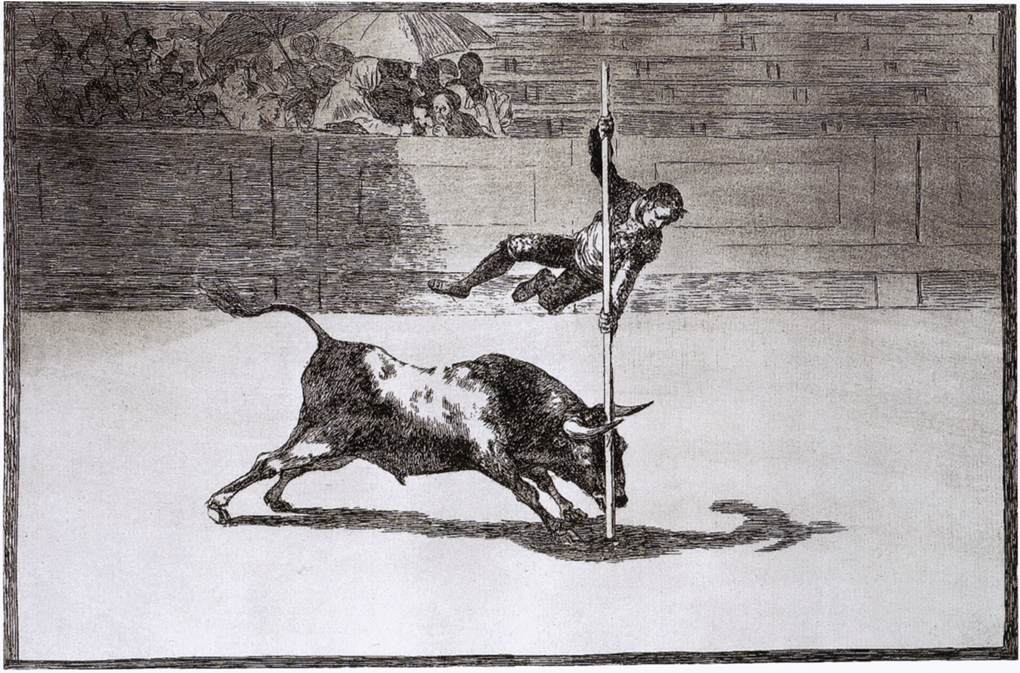
Légèreté et hardiesse de Juanito Apiñani de Goya qui a inspiré Salto con la garrocha à Picasso.

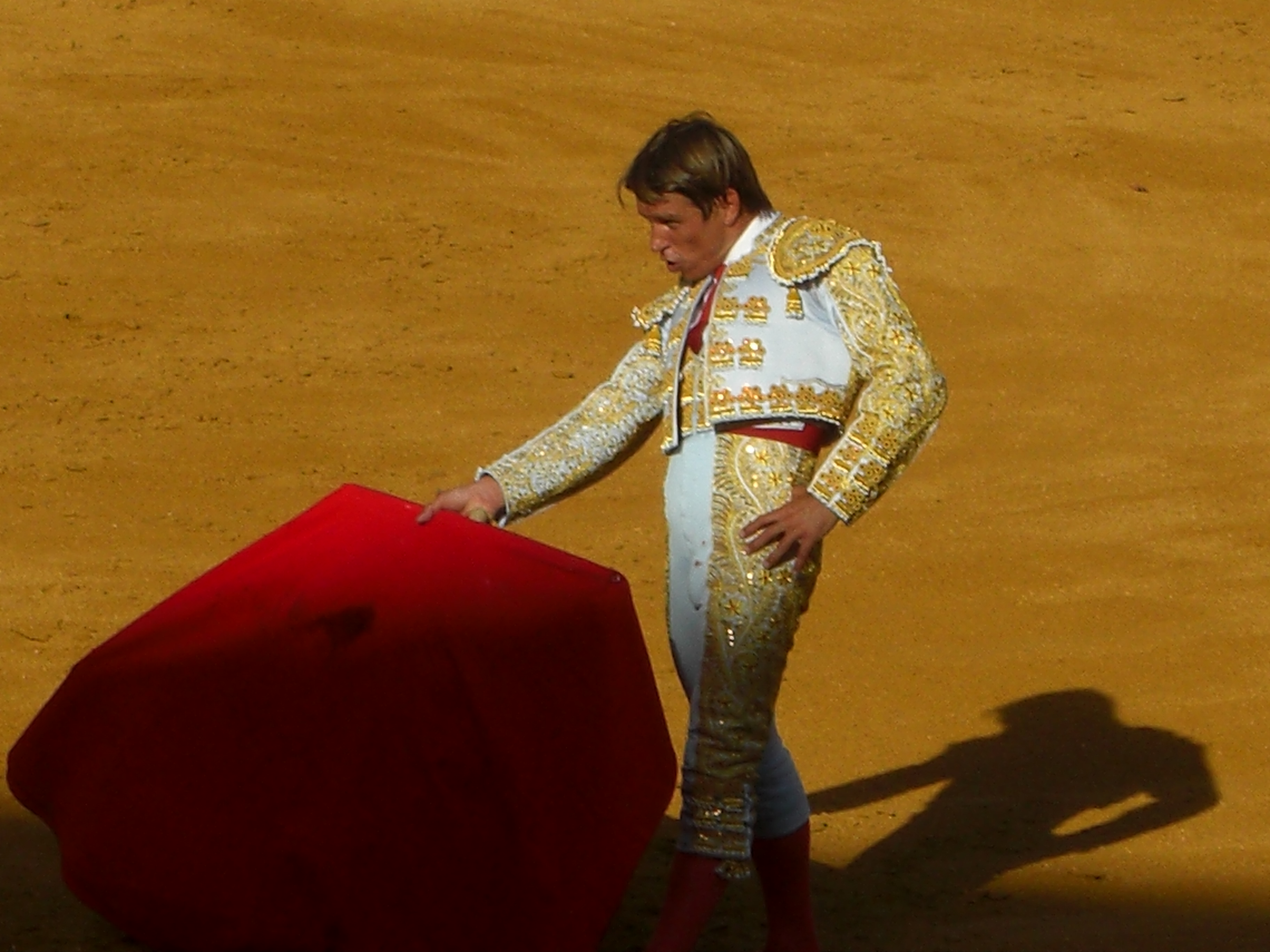
El Cordobés, carga la suerte en avançant la jambe gauche

Le terme cargar la suerte a une valeur particulière en matière de technique de toreo. C'est une expression pratiquement intraduisible. La traduction littérale « charger la suerte » a peu de sens. Il faut lui préférer appuyer ou imposer la passe ou encore forcer sur la charge . C'est une technique qui permet d'allonger la charge du taureau lorsque l'animal est noble. C'est aussi une manière de bien toréer  en modifiant la trajectoire du taureau pour lui en imposer une qui est décidée par le matador et qui porte le nom de dominio. Il s'agit pour l'homme d'avancer la jambe contraire au mouvement de l'animal comme le conseillait Domingo Ortega ou encore de faire porter tout le poids du corps sur cette jambe avancée.
Le résultat essentiel de cargar la suerte est une déviation en oblique de la charge du taureau, ce qui est l'apanage des matadors qui toréent de face, prenant ainsi plus de risques, au contraire des matadors qui toréent « de profil »  et qui n'atteignent pas le dominio souhaité.

## Cargar la suerte dans l'histoire
Cette expression a connu de multiples interprétations . Pepe Illo la définissait comme une manière de « toréer en allongeant le bras et en tenant les pieds dans la plus grande mobilité possible » tout en toréant de profil. Federico Alcazar, dans son livre Del Toro, cité par Casanova et Dupuy, remarquait : « La majorité des traités de tauromachie conseillent de charger la suerte vers le terrain du dehors, mais depuis que les terrains ont été inversés, c'est-à-dire depuis qu'on enchaîne les passes, la majorité des toreros la chargent aussi vers le dehors. »
Les peintres ont employé le terme de différentes manières selon les époques et selon l'évolution de la corrida. Francisco de Goya parlait de la Suerte de saltar con la garrocha qu'il a illustrée dans La Tauromaquia action n'existe pratiquement plus actuellement. 
Pablo Picasso s'est inspiré de Goya pour son Salto con la garrocha dans La Tauromaquia.
Le peintre catalan Miquel Barceló, qui a exposé une suite de tableaux taurins en 1991 à la galerie Bischofberger, emploie le terme de suerte pour son tableau Suerte de varas (tercio de pique) et pour le tableau la Suerte de matar (estocade).